# جام یوفا ۸۲–۱۹۸۱
جام یوفا ۸۲–۱۹۸۱، یازدهمین فصل از جام یوفا، مسابقات فوتبال باشگاهی سطح دوم اروپا بود که اکنون با نام لیگ اروپا شناخته می‌شود و توسط یوفا سازماندهی می‌شود. این دوره با قهرمانی گوتبورگ به پایان رسید.